# Идиографический подход
Идиография, идиографический подход или метод (от др.-греч. ἴδιος — своеобразный + γράφω — пишу) — 1) главным образом в неокантианстве баденской школы — метод исторических наук о культуре, направленный на описание индивидуальных особенностей исторических фактов, формируемых наукой на основе «отнесения к ценности» (Wertbeziehung). Под последним понимается способ выделения среди индивидуальных событий и явлений действительности «существенных», что помогают отличать культурные феномены от природных; 2) в психологии (как частное проявление вышеописанного) — поиск индивидуальных особенностей человека или любого иного объекта (например, цивилизации, конкретного эволюционирующего общества), по наличию которых он отличается от остальных людей.
Противоположен этому номотетический подход, направленный на выявление закономерностей функционирования и эволюции разного рода систем (природных, социальных, семиотических и т.д.).

## В философии науки

### История
Впервые этот термин был предложен немецким философом-идеалистом В. Виндельбандом. Под идиографическим мышлением он подразумевал такой ход рассуждения, при котором описываются отдельные факты и внимание уделяется частным признакам, а не общим законам. Далее понятие подробно развито Г. Риккертом.

## В психологии

### Отличительные черты
Идиографический подход отличается от номотетического по трём основаниям — по пониманию объекта измерения, по направленности измерения и по характеру применяемых методов измерения. Личность, согласно идиографическому подходу, есть система, изучение личности осуществляется через распознавание её индивидуальных особенностей, для этого применяются проективные методики и идиографические техники.
Немецкий философ и психолог В. Дильтей в своей работе «Мысли об описательной и расчленяющей психологии» (1894) предложил разделить психологию на две науки — объяснительную психологию и описательную психологию. Вторая наука, по его мнению, должна заниматься описанием душевной жизни индивида, при чем постижение этой жизни возможно с помощью эмпатии. Таким образом, он предлагал создание самостоятельной идиографической психологии, направленной на изучение конкретных фактов.
Немецкий философ-идеалист и психолог В. Штерн в своей статье «О психологии индивидуальных различий» (1910) рассматривал идиографический подход как специфический способ исследования индивидуальности. В. Штерн предлагал диагностировать отдельного человека по многим психологическим параметрам и на основе полученных данных составлять его индивидуальную психограмму.
Подробно идиографический подход был разработан американским психологом Г. Олпортом при выделении личностных диспозиций. Предлагаемый им метод заключался в глубоком изучении и анализе единичного случая в течение длительного промежутка времени. Основным методом в рамках идиографического подхода, по мнению Олпорта, является биографический метод.

### Примеры исследований
Примерами идиографического типа исследований отечественных психологов являются работы:
- Лурия А. Р. Маленькая книжка о большой памяти (Ум мнемониста). — М., 1968;
- Лурия А. Р. Потерянный и возвращенный мир (История одного ранения). — М., 1971;
- Лурия А. Р., Юдович Ф. Я. Речь и развитие психических процессов у ребёнка. — М., 1956;
- Менчинская Н. А. Дневник о развитии ребёнка. — М.-Л., 1948;
- Менчинская Н. А. Развитие психики ребёнка: Дневник матери. — М., 1957;
- Мухина В. С. Близнецы. — М., 1969.